# Dubai Tennis Championships 2015
Il Dubai Tennis Championships 2015, conosciuto anche come Dubai Duty Free Tennis Championships 2015 per motivi pubblicitari, è un torneo di tennis giocato sul cemento, facente parte della categoria ATP World Tour 500 series nell'ambito dell'ATP World Tour 2015 e della categoria WTA Premier 5 nell'ambito del WTA Tour 2015. Sia il torneo maschile che femminile si sono disputati al The Aviation Club Tennis Centre di Dubai negli Emirati Arabi Uniti. Il torneo femminile si gioca dal 15 al 21 febbraio, quello maschile dal 23 al 1º marzo 2015.

## Partecipanti ATP

### Teste di serie
| Nazionalità | Giocatore             | Ranking* | Testa di serie |
| ----------- | --------------------- | -------- | -------------- |
| Serbia      | Novak Đoković         | 1        | 1              |
| Svizzera    | Roger Federer         | 2        | 2              |
| Regno Unito | Andy Murray           | 4        | 3              |
| Rep. Ceca   | Tomáš Berdych         | 8        | 4              |
| Lettonia    | Ernests Gulbis        | 13       | 5              |
| Spagna      | Feliciano López       | 14       | 6              |
| Spagna      | Roberto Bautista Agut | 16       | 7              |
| Belgio      | David Goffin          | 20       | 8              |

* Le teste di serie sono basate sul ranking al 16 febbraio 2015.

### Altri partecipanti
I seguenti giocatori hanno ricevuto una wild-card per il tabellone principale:
- Marcos Baghdatis
- James McGee
- Alexander Zverev

I seguenti giocatori sono entrati nel tabellone principale passando dalle qualificazioni:

- Marsel İlhan
- James Ward
- Lucas Pouille
- Fabrice Martin
- Borna Ćorić

## Partecipanti WTA

### Teste di serie
| Nazionalità | Giocatrice           | Ranking* | Testa di serie |
| ----------- | -------------------- | -------- | -------------- |
| Romania     | Simona Halep         | 3        | 1              |
| Rep. Ceca   | Petra Kvitová        | 4        | 2              |
| Danimarca   | Caroline Wozniacki   | 5        | 3              |
| Serbia      | Ana Ivanović         | 6        | 4              |
| Polonia     | Agnieszka Radwańska  | 8        | 5              |
| Russia      | Ekaterina Makarova   | 9        | 6              |
| Germania    | Angelique Kerber     | 10       | 7              |
| Stati Uniti | Venus Williams       | 11       | 8              |
| Germania    | Andrea Petković      | 12       | 9              |
| Italia      | Flavia Pennetta      | 14       | 10             |
| Rep. Ceca   | Lucie Šafářová       | 15       | 11             |
| Serbia      | Jelena Janković      | 16       | 12             |
| Spagna      | Carla Suárez Navarro | 17       | 13             |
| Francia     | Alizé Cornet         | 19       | 15             |
| Cina        | Peng Shuai           | 21       | 16             |
| Rep. Ceca   | Karolína Plíšková    | 22       | 17             |

- Ranking del 9 febbraio 2015.

### Altre partecipanti
Le seguenti giocatrici hanno ricevuto una wild-card per il tabellone principale:
- Çağla Büyükakçay
- Casey Dellacqua
- Daniela Hantuchová
- Flavia Pennetta

Le seguenti giocatrici sono entrate nel tabellone principale passando dalle qualificazioni:

- Tímea Babos
- Julija Bejhel'zymer
- Gabriela Dabrowski
- Jarmila Gajdošová
- Kateryna Kozlova
- Mirjana Lučić-Baroni
- Arina Rodionova
- Wang Qiang

## Campioni

### Singolare maschile
Roger Federer ha battuto  Novak Đoković con il punteggio di 6-3, 7-5.
- È il settimo titolo a Dubai per Federer, l'ottantaquattresimo in carriera e il secondo del 2015.

### Singolare femminile
Simona Halep ha battuto  Karolína Plíšková con il punteggio di 6-4, 7–6(4).
- È il decimo titolo in carriera per la Halep, il secondo del 2015.

### Doppio maschile
Rohan Bopanna /  Daniel Nestor hanno sconfitto in finale  Aisam-ul-Haq Qureshi /  Nenad Zimonjić per 6–4, 6–1.

### Doppio femminile
Tímea Babos /  Kristina Mladenovic hanno battuto in finale  Garbiñe Muguruza  /  Carla Suárez Navarro  con il punteggio di 6-3, 6-2.